# Бриар
Бриар (на френски: Berger de Brie, Briard) е една от четиринадесетте кучешки породи, произхождащи от Франция. Влиза в овчарския вид и е близък родственик на белгийското фландърско бувие. Височината при мъжките е 62 – 68 см, а при женските – 56 – 64 см. Има дълга гъста козина, която може да бъде черна, рижава или сива. По структурата си бриарът наподобява коза. Преди време било прието ушите да се купират, за да им се придаде изправеност, но според приетите в последно време „зелени закони“ в повечето страни от ЕС това е забранено. Имат отличителната черта на всички френски овчарки – двойни нокти на задните лапи.
Тези кучета са много верни на своите стопани. Те дори са си спечелили прякора „златно сърце в козина“. Още откакто се срещнат с членовете на семейството, те започват да ги защитават. Много обичат деца.
Първите сведения за бриарите датират от 12 век, но в съвременния си вид се оформят в края на 19 век. Много известна е легендата за бриара Дракон, който през 1371 уличил убиеца на своя господар. Днес бриарите се срещат главно в Западна Европа, но клубове за бриари съществуват по целия свят.